# Carl Asaba
Carl Edward Asaba (Westminster, 28 gennaio 1973) è un ex calciatore inglese, di ruolo attaccante.

## Carriera
Nella stagione 1993-1994 gioca con i semiprofessionisti del Dulwich Hamlet; passa poi al Brentford, club di terza divisione, con cui gioca solamente una partita ufficiale (nel Football League Trophy, segnandovi peraltro una rete) per poi passare in prestito al Colchester Utd, con cui realizza 2 reti in 12 presenze in quarta divisione.
Nella stagione 1995-1996 è nuovamente al Brentford, con cui realizza 2 reti in 10 presenze; l'anno seguente diventa invece stabilmente titolare nel club (44 presenze e 23 reti in campionato), e nell'estate del 1997 viene ceduto dopo complessive 70 presenze e 27 reti (delle quali rispettivamente 54 e 23 in campionato) al Reading, club di seconda divisione, categoria in cui nel campionato 1997-1998 realizza 8 reti in 32 presenze. A fine anno il Reading retrocede ed Asaba, dopo una sola partita giocata in terza divisione, viene ceduto al Gillingham, con cui nell'arco di 2 stagioni realizza complessivamente 26 reti in 52 partite in terza divisione, a cui aggiunge ulteriori 10 reti in 25 presenze in seconda divisione nella stagione 2000-2001, nella quale viene ceduto a campionato iniziato allo Sheffield Utd, con cui conclude la stagione andando a segno 5 volte in ulteriori 10 partite in seconda divisione.
Rimane alle Blades anche nelle 2 stagioni successive, entrambe in seconda divisione, nelle quali viene impiegato con buona continuità (57 presenze e 18 reti complessive). Chiude la carriera nel 2006 dopo ulteriori 3 stagioni in seconda divisione, 2 allo Stoke City ed una al Millwall.